# کرمولینو
کرمولینو (به ایتالیایی: Cremolino) یک کومونه در ایتالیا است که در استان آلساندریا واقع شده‌است.

## خصوصیات
کرمولینو ۱۴٫۴ کیلومترمربع مساحت و ۱٬۰۶۶ نفر جمعیت دارد و ۳۸۰ متر بالاتر از سطح دریا واقع شده‌است.